# Antonio Valero
Antonio Valero Yubero (Madrid, 1932. március 21. – 2018. október 3.) válogatott spanyol labdarúgó, hátvéd.

## Pályafutása

### Klubcsapatban
1951 és 1954 között az RCD Córdoba, 1954 és 1963 között a Sevilla FC labdarúgója volt.

### A válogatottban
1957-ben egy alkalommal szerepelt a spanyol válogatottban.